# Sikorsky S-52
Le Sikorsky S-52, est un hélicoptère utilitaire construit par la société américaine Sikorsky Aircraft Corporation, dont le premier vol remonte au 12 février 1947. 
Connu également sous le nom de HO5S-1.

## Variantes
S-52
Prototype 2 places.
S-52-2
Variante 4 places.
YH-18A
Quatre S-52-2 pour évaluation par l'United States Army, 2 convertis plus tard en XH-39.
HO5S-1
Modèle S-52-3, variante pour l'United States Navy de 4 places du S-52-2, 79 construits.
HO5S-1G
Comme l'HO5S-1 pour l'United States Coast Guard, 8 construits.
XH-39
Modèle S-59: prototype avec moteur turbopropulsé pour 2 YH-18A.

## Utilisateurs
États-Unis
- United States Army
- United States Coast Guard
- United States Marine Corps
- United States Navy